# Abadía (Cáceres)
Abadía es un municipio español, en la provincia de Cáceres, Comunidad autónoma de Extremadura.
El municipio está enclavado en el valle del Ambroz, cercano a la Vía de la Plata y a la Cañada Real Soriana Occidental.
El pueblo de Abadía es el único pueblo del municipio, pero también, dentro del término municipal, está el caserío de Pedrarías

## Símbolos
El escudo heráldico municipal y la bandera municipal de Abadía fueron aprobados mediante la Orden de 1 de abril de 1993, por la que se aprueba el Escudo Heráldico y Bandera Municipal, para el Ayuntamiento de Abadía, publicada en el Diario Oficial de Extremadura el 6 de abril de 1993. Se aprobaron los expedientes administrativos el 3 de diciembre de 1992 y el 11 de marzo de 1993, y dichos expedientes recibieron informes favorables del Consejo Asesor de Honores y distinciones de la Junta de Extremadura el 15 de febrero y el 23 de marzo de 1993. El escudo se define así:

Jaquelado de plata y azur, cargado con faja de gules con tres arcos de plata. Al timbre, Corona Real cerrada.

La bandera se define así:

Bandera rectangular, de proporciones 2/3, compuesta por dos franjas verticales iguales, roja al asta, con el escudo heráldico municipal y ajedrezada al batiente de blanco y azul de tres por cinco órdenes

## Geografía física

### Localización

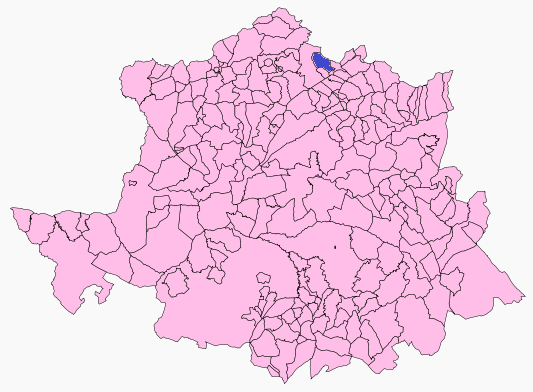
Localización de Abadía en la provincia de Cáceres.

El término municipal de Abadía limita con:
- Castilla y León al norte;
- Zarza de Granadilla al oeste;
- La Granja al sur;
- Aldeanueva del Camino al este.

### Hidrografía
Por el pueblo pasa el río Ambroz, corto río de España, un afluente del río Alagón, afluente a su vez del Tajo, que discurre por el norte de la provincia de Cáceres (Extremadura), sobre todo por el municipio de Abadía, el que da nombre a la comarca en la que se encuentra. Sobre el río hay una piscina natural y una zona de recreo.

### Orografía
Abadía está entrucado entre las sierras de Hervas y de Gargantilla. Desde las cimas de estas dos sierras; se pueden ver con todo detalle la Sierra de Gredos y el valle del río Alagón, que atraviesa la provincia de Salamanca.

## Historia
El origen del pueblo es incierto. Los restos arqueológicos más antiguos pertenecen a una villa romana relacionada con Cáparra, aunque hay noticias de que los vetones poblaron estas tierras. Posteriormente, los musulmanes construyeron una fortaleza que se fue modificando con el paso del tiempo. Después, las tierras y las edificaciones fueron donadas quizás a la Orden del Temple.
En el siglo XII pasó a ser una abadía cisterciense. La primera referencia escrita de la abadía, llamada también Sotofermoso, es de una bula, documento sellado con plomo sobre asuntos políticos o religiosos, en cuyo caso, si está autentificada con el sello papal, recibe el nombre de bula papal o bula pontificia,  promulgada por Alejandro III en Benavente el 7 de agosto de 1168.
En 1260 Alfonso X el Sabio instituyó en la abadía un señorío independiente de Granadilla. En aquella época se construyó el pueblo actual. En 1444, con la llegada de Fernán Álvarez de Toledo, conde de Alba, la abadía cisterciense se amplió pasando a ser el actual Palacio de Sotofermoso o de  Soto Fermoso  construido originalmente como fortaleza templaria, pasó a ser sobre el siglo XII o XIII la abadía cisterciense que le dio nombre al pueblo y, por último, palacio de la casa de Alba. El edificio es de planta cuadrada, patio mudéjar, de dos plantas, y está formado por una doble galería de cinco arcos en cada lado, siendo los arcos inferiores de herradura apuntados y mudéjares del siglo XVI y los superiores escarzanos o caídos, del mismo siglo, con los escudos heráldicos de la casa de Alba en las esquinas.
A la caída del Antiguo Régimen la localidad se constituye en municipio constitucional en la región de Extremadura, Partido judicial de Granadilla. En el censo de 1842 contaba con 50 hogares y 274 vecinos.

## Demografía
Abadía cuenta con una población de 331 habitantes (INE 2024).
| Gráfica de evolución demográfica de Abadía entre 1842 y 2021                                                        |
| |
| Población de derecho según los censos de población del INE Población de hecho según los censos de población del INE |

### Núcleos de población
| Núcleo de población | Tipo de entidad de población | Entidades menores           | Población |
| ------------------- | ---------------------------- | --------------------------- | --------- |
| Abadía              | Lugar                        |                             | 326       |
| Diseminado          |                              | Fuente Blanca, La Cebollona | 10        |
| ABADÍA              | ABADÍA                       | ABADÍA                      | 336       |

## Transportes
Por el pueblo pasa diariamente una línea de autobuses que une Salamanca, Plasencia y Cáceres.

## Historia Alcaldes
- ?-1883: Romualdo Rubio
- 1883-1885: Pablo Martín
- 1885-1887:Pablo Hernández
- 1887-1890: José Málaga
- 189?-1897: Bernardo Nieto
- 1897-1899: Juan Amores Ramos
- 1900-1902: Romualdo Rubio Martin
- 1902-1905: Bernardo Nieto Gómez
- 1906-19?: Pablo Martín Iglesia
- 19?- 1918:Francisco Moreno Fernández
- 19?-1934: Francisco García Martín
- 1934-1936 Pedro Castellano Martín
- 1936: Agapito García Leno (PSOE)
- 1936-1938: Dimas Moreno Hernández (Franquista)
- 1938-1940: Adrián Hernández Nieto (Franquista)
- 1940-1943: Secundino García Rubio (Franquista)
- 1943-1945: Serafín Málaga Sánchez (Franquista)
- 1945- 1952: Juan Sánchez (Franquista)
- 1952-?:P. Clemente (Franquista)
- 1979-1983: PSOE
- 1983-1987:PSOE
- 1987-1991: AP
- 1991-1995: PSOE
- 1995-1999: PSOE
- 1999-2003: Juan José Rosado González (PSOE)
- 2003-2011: Adolfo Vallejo barbero (PP)
- 2011-2015: David Gordo Caballero (PP)
- 2015-2023: Juan Bautista Iglesias González(PSOE)

## Servicios públicos

### Educación
El municipio cuenta con un colegio, el CP Stmo. Cristo de la Bien Parada.

### Sanidad
Pertenece a la zona de salud de Aldeanueva del Camino dentro del área de salud de Plasencia y cuenta con un consultorio médico en la avenida Juan Carlos I. No hay ningún establecimiento sanitario privado registrado a fecha de 2013, por lo que en algunos servicios sanitarios como ópticas o clínicas dentales depende de poblaciones cercanas de mayor tamaño. El municipio cuenta con una sola farmacia, que coordina sus turnos de guardia con las de los otros pueblos de la zona de salud y con las de la zona de salud de Hervás.

## Patrimonio
En Abadía se encuentran los siguientes lugares de interés:

### Palacio de Sotofermoso
El palacio de Soto Fermoso fue construido originalmente como fortaleza templaria, pasando a ser sobre el siglo XII o XIII la abadía cisterciense que le dio nombre al pueblo y, por último, palacio de la casa de Alba. Perteneció a la casa ducal de Alba desde mediados del siglo XV hasta comienzos del XX.
En el siglo XVI el tercer gran Duque de Alba, Fernando Álvarez de Toledo, mandó construir el que fuera posiblemente mejor jardín renacentista de España. El mismo fue poco a poco degradándose hasta el estado en que hoy se encuentra.

### Monumentos religiosos

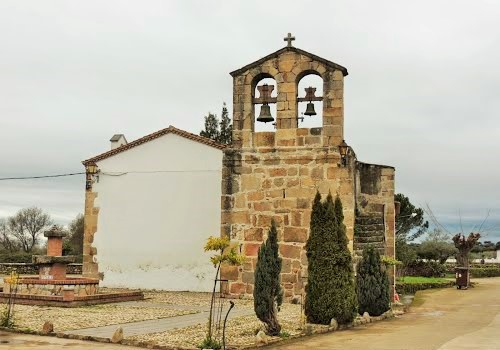
Iglesia de Abadía.

- Convento de la Bien Parada: data del siglo XVII. Es un conjunto monacal franciscano, actualmente en ruinas, y que en el pasado fue facultad de Teología y Música. Es de estilo barroco de los Austrias y de sillería. Hacia 1827 tan solo lo habitaban 5 religiosos. Tras la desamortización de 1844 fue vendido a un particular que utilizó el claustro y las dependencias del convento como establo. En 2005 el ayuntamiento de Abadía inició un expediente de expropiación y en la actualidad ha pasado a ser de titularidad municipal y se han dado los primeros pasos para su puesta en valor. La imagen del Cristo de la Bien Parada, perteneciente al Convento, se conserva en la Iglesia de Santo Domingo de Abadía. Actualmente está declarado Bien de Interés Cultural con la categoría de monumento pero se está produciendo una pérdida parcial del edificio a causa del abandono y las inclemencias del tiempo. Además parte de sus piezas han sido y siguen siendo expoliadas.
- Iglesia de Santo Domingo: es una iglesia de los siglos XV al XVII. Sus grandes muros son robustos y de piedra maciza. Su porche tiene techumbre de madera y se apoya sobre columnas de granito octogonales. En su interior se encuentra el Cristo de la Bien Parada, procedente del ruinoso Convento de la Bien Parada, y el fresco en el muro de una imagen tallada de la Dolorosa de estilo barroco. Su campanario está construido con grandes moles de granito.

### Otros monumentos

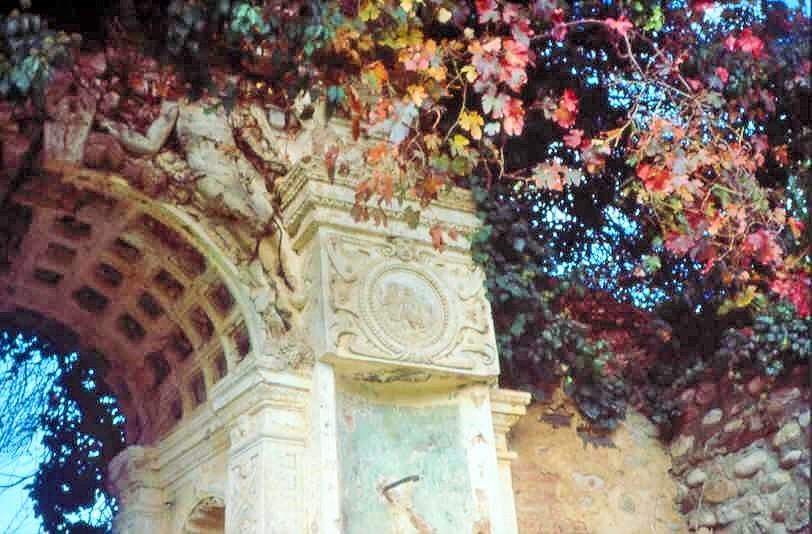
Arco de sillería granítica casi cubierto de flores.

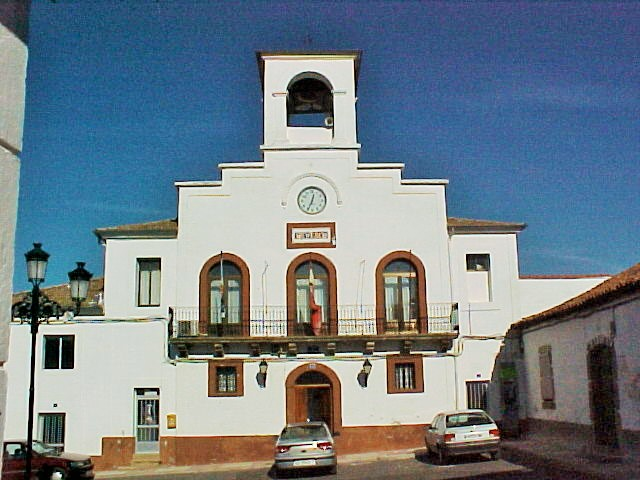
Casa consistorial de Abadía.

- Puente medieval sobre el río Ambroz fue un importante lugar de paso para la trashumancia. Es de un solo vano y en él destaca su único arco de sillería granítica.
- Casa consistorial, del siglo XIX, es un edificio de dos plantas y torreón.
- Piscina natural, en el río Ambroz, tiene zona de baño y merenderos.

## Cultura

### Instalaciones culturales
La casa de la cultura fue inaugurada en 2002 y cuenta con una biblioteca y un salón de actos

### Festividades
En el pueblo se celebran las siguientes festividades:
- Romería, el primer sábado de mayo.
- Santo Domingo de Guzmán fue un presbítero español y santo católico, fundador de la Orden de Predicadores, más conocidos como dominicos. Se festeja durante los días 4, 5 y 6 de agosto.
- Cristo de la Bien Parada, el 17 de septiembre.

## Deporte
Sus principales instalaciones deportivas son una pista polideportiva y una pista de frontenis.
Hay dos rutas de senderismo destacables; la del Convento de la Bien Parada y una ruta para mountain bike; saliendo desde Abadía, atraviesa los municipios de Lagunilla y Montemayor del Río; para recorrer la zona montañosa de Hervas y Gargantilla.